# Anomala chrysomelina
Anomala chrysomelina är en skalbaggsart som beskrevs av Bates 1888. Anomala chrysomelina ingår i släktet Anomala och familjen Rutelidae. Inga underarter finns listade i Catalogue of Life.